# Shunichi Ikenoue
Shunichi Ikenoue (池ノ上 俊一 Ikenoue Shunichi?), född 16 februari 1967, är en japansk tidigare fotbollsspelare.
I december 1988 blev han uttagen i japans trupp till Asiatiska mästerskapet i fotboll 1988.